# Ministro de Educación del Perú
El ministro de Educación del Perú es el encargado del Ministerio de Educación dentro del Consejo de Ministros del Perú.

## Historia
El despacho de Educación fue conocido inicialmente como de Instrucción Pública.
El primer ministro de Instrucción, Beneficencia y Negocios Eclesiásticos fue el clérigo Manuel Villarán Loli (1837-1839).
En 1852 se creó el Ministerio de Justicia, Negocios Eclesiásticos, Instrucción y Beneficencia, cuyo primer titular fue el clérigo Bartolomé Herrera, ideólogo de los conservadores.
En 1862 quedó configurado el Ministerio de Justicia, Culto, Beneficencia e Instrucción Pública. Destacados ministros de Justicia e Instrucción fueron José Simeón Tejeda (1864 y 1865-1867), Francisco José Eguiguren Escudero (1903-1904), Jorge Polar (1904-1906), Manuel Vicente Villarán (1908-1909), José Luis Bustamante y Rivero (1930-1931), José Gálvez Barrenechea (1931), José de la Riva Agüero y Osma (1933-1934).
En 1935 el despacho de Instrucción se separó del de Justicia, creándose el Ministerio de Educación Pública, cuyo primer titular fue el general Ernesto Montagne Markholz (1935-1939).
Desde entonces han ocupado esta cartera ilustres personalidades como Pedro M. Oliveira (1939-1943), Lino Cornejo (1943), Jorge Basadre (1945 y 1956-1958), Luis E. Valcárcel (1945-1947), Cristóbal de Losada y Puga (1947), Honorio Delgado (1948), Juan Mendoza Rodríguez (1948-1952 y 1955-1956), Emilio Romero Padilla (1958-1959), Francisco Miró Quesada Cantuarias (1963-1964), Carlos Cueto Fernandini (1965 y 1966), José Jiménez Borja (1968), Valentín Paniagua (1984), entre otros.
En 2020, Martín Benavides tomó la iniciativa de crear la estrategia «Aprendo en casa», que busca continuar con las clases escolares durante la pandemia de COVID-19. Posteriormente, Ricardo Cuenca prosiguió con el proyecto.